# (18125) Brianwilson
(18125) Brianwilson (2000 OF) – planetoida z grupy pasa głównego asteroid okrążająca Słońce w ciągu 5,55 lat w średniej odległości 3,14 j.a. Odkryta 22 lipca 2000 roku.